# Ljudmila Postnova
Ljudmila Grigor'evna Postnova (in russo Людмила Григорьевна Постнова?; Jaroslavl', 11 agosto 1984) è un'ex pallamanista russa.
Con la maglia della nazionale russa ha vinto l'argento olimpico ai Giochi di Pechino 2008.

## Palmarès

### Club
- Campionato russo: 5

Lada Togliatti: 2003, 2004, 2005, 2006, 2008
- Coppa di Russia: 1

Lada Togliatti: 2006

### Nazionale
- Argento olimpico: 1

Pechino 2008
- Campionato mondiale

 Oro: Russia 2005, Francia 2007, Cina 2009
- Campionato europeo

 Argento: Svezia 2006

### Individuale
- Migliore giocatrice al campionato mondiale: 1

Cina 2009
- Migliore terzino sinistro ai Giochi olimpici: 1

Giochi di Pechino 2008